# Syllis armillaris
Syllis armillaris (лат.) — вид морских многощетинковых червей из рода Syllis семейства Syllidae. В ископаемом состоянии неизвестен.

## Внешний вид и строение
Длина тела до 3 см, количество сегментов до 140. Основная отличительная особенность — две поперечные темно-коричневые полосы на каждом сегменте, особенно четкие на переднем конце тела. Имеет четыре довольно маленьких глаза и два маленьких глазных пятна. Щупики большие и сросшиеся у основания. Три антенны примерно одинаковой длины и имеют 11-13 сегментов. Спинные усики имеют одинаковую длину по всему телу и имеют 8-12 сегментов. Сложные щетинки имеют стержни средней длины.

## Сходные виды
В северо-восточной Атлантике есть другие виды Syllis, демонстрирующие сходный рисунок на теле, например, Syllis fasciata, Syllis khronii и Syllis gracilis. Эти виды можно отличить по хетальной морфологии среди других особенностей, которые требуют детального изучения под микроскопом.

## Биология, экология и поведение
Питается одноклеточными и многоклеточными водорослями, а также некоторыми животными. У взрослых особей гаметы различаются, яйца фиолетовые, а сперма от желтой до розовой.

## Распространение и места обитания
Распространен на твердом дне с глубины трех метров и ниже. Считается космополитом, но типовое место обитания — северо-восточная Атлантика.